# Lee mis labios
Lee mis labios (en francés Sur mes lèvres) es una película francesa de 2001 dirigida por Jacques Audiard, quien escribió su guion junto a Tonino Benacquista. Sus protagonistas son Vincent Cassel como Paul, un exconvicto en libertad condicional, y Emmanuelle Devos como Carla, una sorda cuyos colegas la hacen sufrir por sus malos tratos. A pesar de sus diferentes orígenes y el miedo que inicialmente se manifiestan, terminan íntimamente relacionados y ayudándose entre sí.

## Argumento
Jacques Audiard combina la discapacidad, la inseguridad, el amor, la venganza, y la intensidad para formar este moderno film de suspenso. La película se desarrolla tanto en las inhóspitas oficinas de París como en sus barrios bajos. Una mujer sola, agobiada por la falta de respeto que le tienen debido a su sordera, se consuela con un joven que entra en su vida. Mientras se enamoran, siguen juntos a través de escandalosas situaciones.
Carla, la protagonista principal, irrumpe en la escena justo cuando se está colocando su audífono. Ahora bien, ella conmueve a la audiencia, no solo por su sordera parcial, sino por los abusos sufridos a causa de su condición. Audiard se asegura de elevar al máximo la naturaleza lamentable de la situación, haciendo que el público vea cómo ella se siente abrumada y poco valorada en su trabajo como secretaria en una empresa de la construcción. Los constantes desórdenes, las bebidas derramadas, los comentarios sarcásticos de sus desagradables colegas, hacen que ella se sienta a punto de desmayar. Justo cuando pensaba que no iba a soportarlo más, Carla acepta la oferta de su jefe de contratar a un pasante para que la ayude con la carga. Carla, aunque reprime su desesperada soledad, la expresa por medio de los criterios muy específicos de género que ella usa para promover la posición de su nuevo asistente.
El hombre a quien Carla últimamente contrata, es Paul, un exconvicto quien no está técnicamente calificado para ser asistente de ella. Sin embargo, a Carla le atrae mucho por su aspecto y su comportamiento, y decide apoyarlo. Rápidamente ella va intimando con él, pero tiene miedo a los problemas que pudieran sugir, tomando en cuenta su pasado. 
De repente, sin embargo, los dos se encuentran unidos por una amistad orgánica y atrayente. Carla decide arriesgarse cada vez más por él, al punto de ayudarlo a enfrentar a unos excompañeros de celda con quienes Paul tiene cuentas pendientes. La naturaleza afable de Paul y el espíritu de "chico malo" que posee, vienen a ser una cura para la soledad de Carla. A medida que las situaciones se complican (incluyendo la planificación de un robo aprovechando la habilidad de Carla para leer los labios), la pasión de Carla por Paul se desborda, y llegan a intimarse cada vez más.

## Reparto
- Vincent Cassel como Paul Angeli.
- Emmanuelle Devos  como Carla Behm.
- Olivier Gourmet  como Marchand.
- Olivia Bonamy  como Annie.
- Olivier Perrier  como Masson.
- Bernard Alane  como Morel.
- Cecile Samie  como Josie Marchand.
- David Saracino  como Richard Carambo.
- Christophe Vandevelde  como Louis Carambo.
- Pierre Diot  como Keller.
- Serge Boutleroff  como Mammouth.

## Premios y nominaciones
- Premios César de 2002 (Francia)
  - Ganador: Mejor actriz – como protagonista (Emmanuelle Devos)
  - Ganador: Mejor sonido (Cyril Holtz y Pascal Villard)
  - Ganador: Mejor guion (Jacques Audiard y Tonino Benacquista)
  - Nominada: Mejor actor – como protagonista (Vincent Cassel)
  - Nominada: Mejor fotografía (Mathieu Vadepied)
  - Nominada: Mejor director (Jacques Audiard)
  - Nominada: Mejor edición (Juliette Welfling)
  - Nominada: Mejor película
  - Nominada: Mejor música (Alexandre Desplat)

- Premios del Cine Europeo
  - Nominada: Mejor actriz (Emmanuelle Devos)
  - Nominada: Best guionista (Jacques Audiard y Tonino Benacquista)
  - Nominada: Premio del público – Mejor Actor (Vincent Cassel)
  - Nominada: Premio del público – Mejor Actriz (Emmanuelle Devos)

- Festival Internacional de Cine de Newport (Estados Unidos)
  - Ganador: Mejor actriz (Emmanuelle Devos)
  - Ganador: Mejor director (Jacques Audiard)